# 鬃林鴨屬
鬃林鴨屬（Chenonetta）是鸭科的一个属，共有两个种，其中Chenonetta finschi（分布于新西兰，原属Euryanas）在1870年灭绝，现在仅存分布于澳大利亚的鬃林鸭一种。